# Наріман Алі
Наріман Алі (29 вересня 1998) — єгипетська плавчиня.
Учасниця Олімпійських Ігор 2016 року, де в змаганнях груп посіла 7-ме місце.